# Dhaffer L’Abidine
Dhaffer L’Abidine, także Dhafer L’Abidine (ur. 1972 w Tunisie) – tunezyjski piłkarz i aktor, który wystąpił w serialach: Sky 1 Drużyna marzeń (Dream Team, 2002–2004), ITV Bill (The Bill, 2005) i BBC Tajniacy (Spooks, 2006) oraz dramacie Znamię Kaina (2007) jako Abdullah Omar.

## Filmografia

### Filmy kinowe
- 2010: Seks w wielkim mieście 2 (Sex And The City 2) jako Mahmud, lokaj
- 2006: Kod da Vinci (The Da Vinci Code) jako agent PTS
- 2006: Ludzkie dzieci (Children of Men) jako Dhafer
- 2006: Szlachetny kamień (Il Mercante di pietre) jako Egipcjanin
- 2007: Znamię Kaina (The Mark of Cain) jako Abdullah Omar
- 2007: Rise of the Footsoldier jako Emre Baran
- 2009: 31 North 62 East jako Thierry Leroy

### Filmy TV
- 2000: Maryja – córka swojego syna (Maria, figlia del suo figlio) jako Jakub Większy Apostoł

### Seriale TV
- 2002–2004: Drużyna marzeń (Dream Team) jako Marcel Sabatier
- 2004: Żądza krwi (Wire in the Blood) jako Hassan
- 2005: Bill (The Bill) jako Ali Hakimi
- 2005: Lekarze (Doctors) jako Pete Demello
- 2006: Bombshell jako Raman
- 2006: Tajniacy (Spooks) jako Sharaf
- 2007: Thieves Like Us jako Claude Delacroix
- 2007: The Whistleblowers jako Mohamed Agiza
- 2008: Coming Up jako kierowca
- 2008: A Touch of Frost jako Roman Cassell

### Filmy krótkometrażowe
- 2006: A Different Dish jako syn (film animowany)